# Kalebas

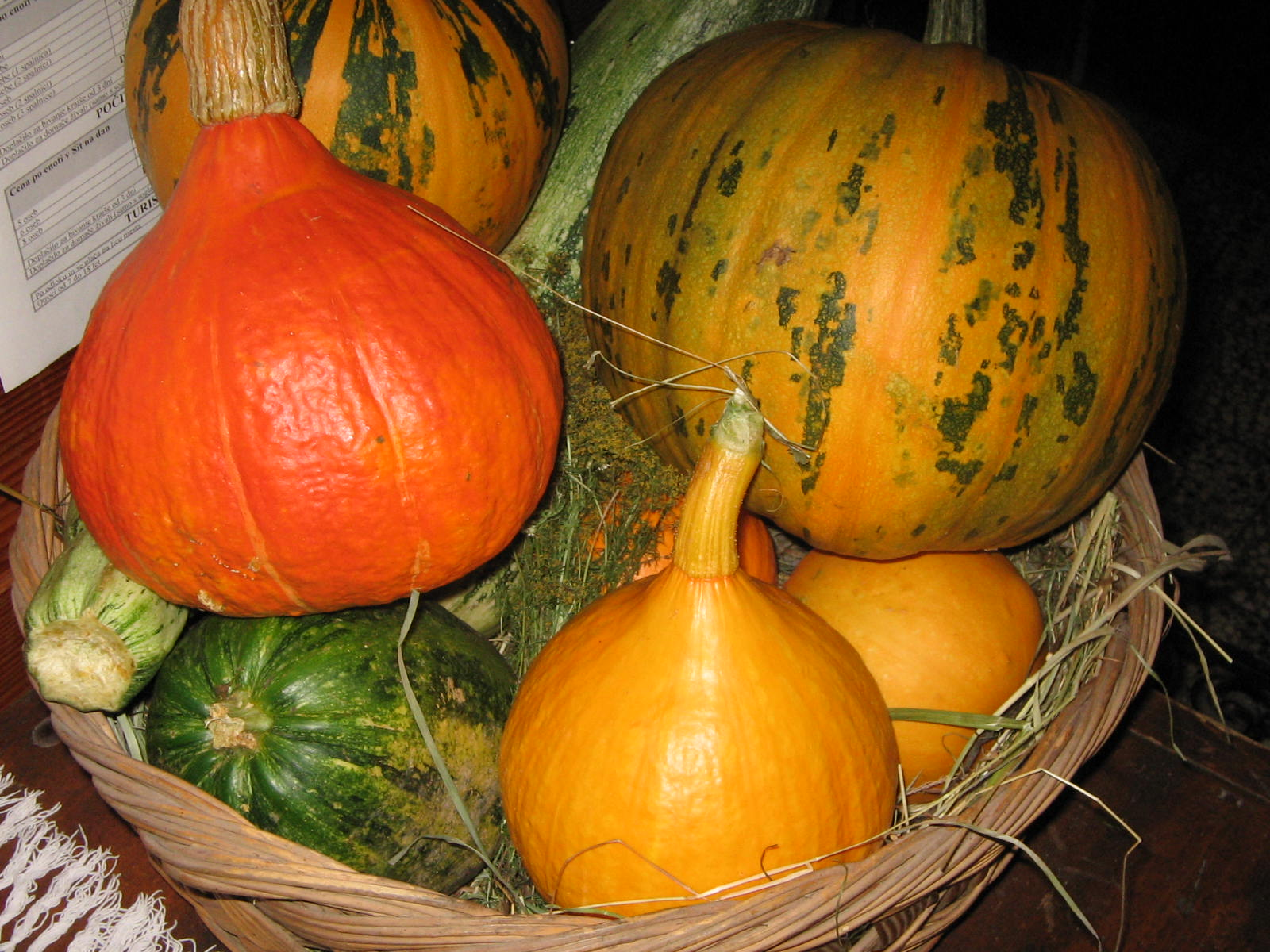
Diverse soorten kalebassen in een mandje

Kalebas (squash) is een verzamelnaam voor een groot aantal aan elkaar verwante gewassen, zoals pompoen, flespompoen, fleskalebas en courgette (of zucchini).

## Gebruik
Kalebassen worden veel gebruikt als decoratie, maar sommige soorten kunnen worden geconsumeerd, zoals de flespompoen en de pompoen. In gedroogde toestand is de schil een vrij harde schaal, waardoor de uitgeholde vrucht dienst kan doen als recipiënt. Deze kunnen dan met motieven versierd worden via incisie of pyrogravering (gravering met een hete priem). Een kalebas kan voor verschillende dingen gebruikt worden: als kruik, drinkbeker, kom of lepel. Grote kalebassen worden zelfs als emmer gebruikt. Daarnaast kennen veel culturen een ritueel en/of muzikaal gebruik van de kalebas.
Kalebassen vormen een belangrijk materieel element in de marronsamenleving. Ze dienen als opdienservies, bewaarbakjes en bekers. Ook worden kalebassen wel in meerdere stukken versneden tot lepels en spanen. Doorgaans wordt de buitenkant van de kalebas versierd door mannen, terwijl vrouwen eventueel dan nog de binnenkant versieren met geometrische patronen. Volgens de experts, de Prices, bestaan er vijf soorten kalebassen: kleine kommetjes, waarmee water aan baby's gegeven wordt; twee typen middelgrote kommen met fraaie versieringen, voor maaltijden van mannen; weinig gedecoreerde kommen om rijst mee te wassen, en grote, niet versierde kommen voor ritueel gebruik (Winti). Een ritueel gebruik onder de inheemse Surinamers bestaat hieruit dat kalebas door een piaiman of 'medicijnman' wordt gevuld met speciale stenen; de informatie van de goden wordt vervolgens overgebracht door de geluiden die in de kalebas ontstaan.

## Muziekinstrumenten
In West-Afrika wordt de gedroogde kalebas veel voor traditionele instrumenten gebruikt. De bolle, harde schaal is erg sterk en vormt een uitstekende klankkast. Te noemen zijn:
- de bara, een grote kalebas met opening die wordt gebruikt als slaginstrument,
- de djabara of shekere, een kalebas met een kralen-netje eromheen, vergelijkbaar met de maraka.
- de kora, een soort harp met gewoonlijk 21 snaren,
- de kamale ngoni, die lijkt op een kora maar dan kleiner en meestal met 8 of 10 snaren.
- de bala, die lijkt op een xylofoon, waarbij kleine fleskalebassen worden gebruikt als klankkasten.
- de berimbau, bestaande uit een houten staak die door een snaar in een boogvorm getrokken wordt. Aan een eind zit als klankkast een uitgeholde kalebas. Wordt bij de Braziliaanse vechtdans capoeira gebruikt om het ritme aan te geven.

Ook in Sabah, Borneo Maleisië wordt de kalebas gebruikt voor muziekinstrumenten zoals de Sompoton. 

## Woordherkomst
Het woord is in 1588 in het Nederlands geattesteerd als kalebasse. De herkomst is onzeker. Sommige auteurs brengen het woord in verband met het Perzische woord kharbūzeh of kharbuz, dat watermeloen betekent. De ontleningsreeks zou dan kunnen gaan via het Arabische qarʽ yābis, een collectivum voor droge kalebassen. Via het Spaanse calabaza en parallel via het Franse calebasse zou het woord dan in het Nederlands terechtgekomen zijn. Andere auteurs verwerpen de ontlening aan het Perzisch omdat er in het oostelijk Middellandse Zeegebied geen verwante woordvormen gevonden zijn. Een alternatieve veronderstelling is, dat het woord kalebas ontstaan kan zijn uit een voor-Romaanse vorm calapaccia.

## Afbeeldingen

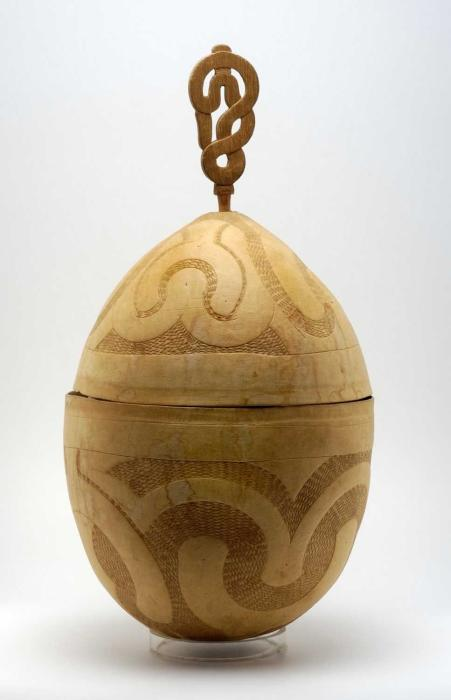
Een versierde kalebas die wordt gebruikt als kom
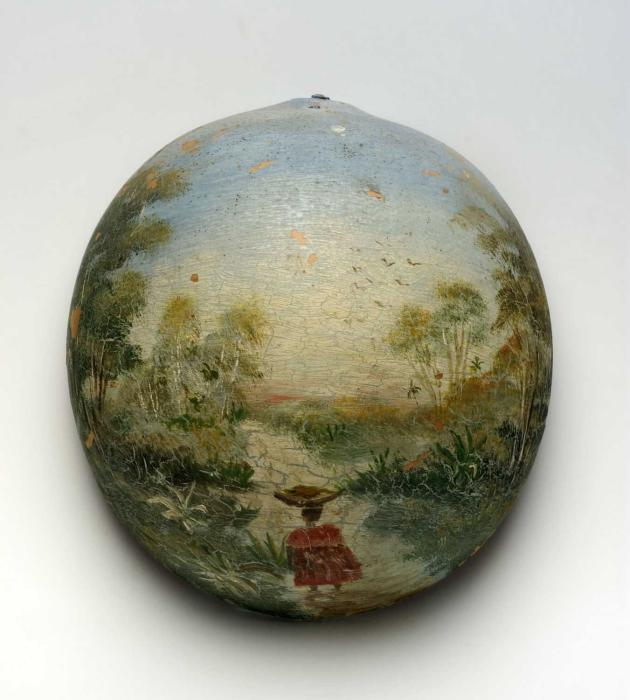
Beschilderde kalebas van voor 1945 Wereldmuseum Amsterdam
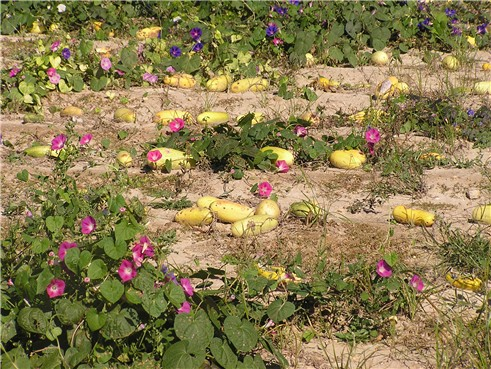
Kalebassen op een akker
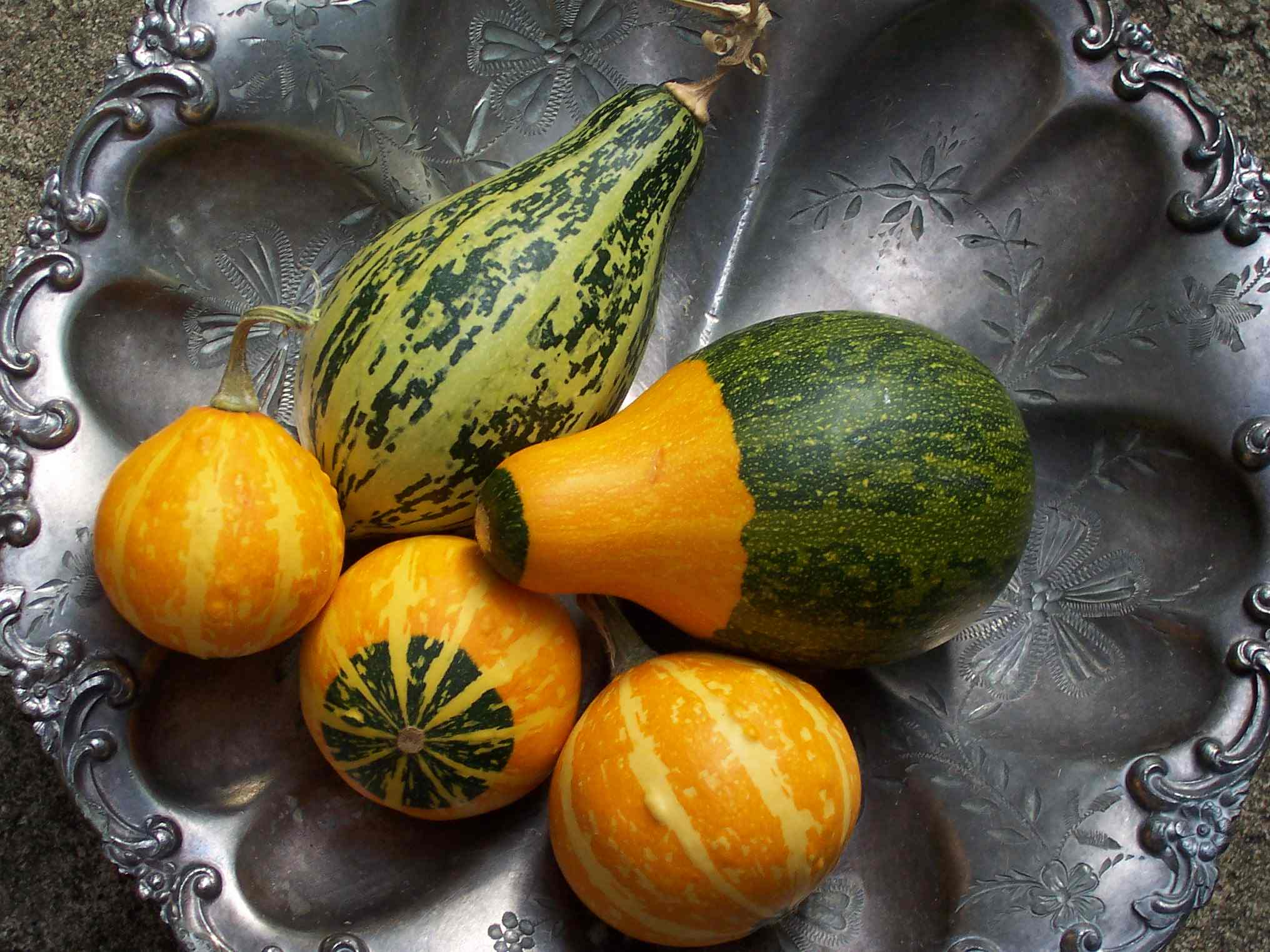
Kalebassen uit een Australische tuin